# Johann Christoph Sachse
Johann Christoph Sachse (* 13. August 1762 in Cobstädt, Landkreis Gotha; † 20. Juni 1822 in Teplitz-Schönau, Böhmen) war ein deutscher Schriftsteller und Bibliotheksdiener unter Johann Wolfgang von Goethe in der Herzogin Anna Amalia Bibliothek Weimar.

## Leben
Johann Christoph Sachse wurde als Sohn des Johann Georg Sachse, der im Siebenjährigen Kriege Commissär der Truppen (u. a. der Armee des Kurfürstentums Braunschweig-Lüneburg) war, und der Barbara Elisabeth, geb. Böhnhardt, geboren und am Tage seiner Geburt wegen Schwachheit notgetauft.
Vor 1800 fristete Sachse sein Leben mit bäuerlicher Kinderarbeit, danach war er in wechselnden Stellungen als Diener in adligen und großbürgerlichen Haushalten beschäftigt. Sachses ausgedehnte Wanderungen durch Deutschland und die Niederlande veranlassten ihn, seine Erlebnisse in dem Buch Der Deutsche Gil Blas oder das Leben, Wanderungen und Schicksale Johann Christoph Sachses, eines Thüringers im Jahre 1822, wenige Wochen vor seinem Tode, zu veröffentlichen. Da Sachse ab 1800 als Bibliotheksdiener in der Weimarer Bibliothek arbeitete, war er mit Goethe bekannt, der zu dem genannten Buch das Vorwort schrieb.

## Werke
- Der deutsche Gil Blas oder Leben, Wanderungen und Schicksale Johann Christoph Sachses, eines Thüringers / von ihm selbst verfaßt. Eingeführt von Goethe. Neuausgabe nach dem Text der Erstausgabe von 1822 mit einem Nachwort von Wulf Segebrecht. Winkler, München 1983. (books.google.de)